# ブライアン・ボグセビッチ
- ブライアン・ボグセビック

ブライアン・トーマス・ボグセビッチ（Brian Thomas Bogusevic , 1984年2月18日 - ）は、 アメリカ合衆国・イリノイ州クック郡オーク・ローン出身の元プロ野球選手（外野手）。左投左打。
日本での表記は「ブライアン・ボグセビック」だが、英語でも同じ（発音：boh-guh-seh-vick）であり、語尾を「チ」とするのはセルビア語の発音である。

## 経歴

### プロ入り前
チューレーン大学では先発投手としてプレー。

### プロ入りとアストロズ時代
2005年のMLBドラフト1巡目（全体24位）でヒューストン・アストロズから指名され、7月6日に契約を結び、プロ入りを果たした。
2008年のシーズン途中から外野手に転向した。
2010年9月1日のセントルイス・カージナルス戦で代打として出場し、メジャーデビューを果たした。
2011年は主に対右投手時の右翼手や代打として起用され、87試合に出場した。
2012年11月3日に40人枠から外され、FAとなった。

### カブス時代
2012年11月21日にシカゴ・カブスとマイナー契約を結んだ。

### マーリンズ傘下時代
2013年12月12日にジャスティン・ルジアーノとのトレードで、マイアミ・マーリンズへ移籍した。
2014年3月30日に戦力外となった後、4月2日に40人枠を外れる形でAAA級ニューオーリンズ・ゼファーズへ降格した。この年はメジャーでのプレーは無く、オフの10月にFAとなった

### フィリーズ時代
2014年10月22日にフィラデルフィア・フィリーズとマイナー契約を結んだ。
2015年は開幕から傘下のAAA級リーハイバレー・アイアンピッグスでプレー。6月30日に2015年パンアメリカン競技大会の男子野球アメリカ合衆国代表に選出されたことが発表され代表入りしている。同大会では決勝のカナダ戦でサヨナラ負けし、準優勝で銀メダルを獲得した。
9月4日にメジャー契約となり40人枠入りした。10月19日に40人枠から外れ、AAA級リーハイバレーへ降格した。

### オリックス時代
2015年12月18日、ブレント・モレルと共に獲得したことがオリックス・バファローズより発表され、背番号は29となった。2016年1月26日にモレル、エリック・コーディエと共に入団会見が行われた。
2016年のオープン戦では15試合に出場し、2本塁打を放った。3月25日、埼玉西武ライオンズとの開幕戦に5番・中堅手で出場し、来日初打席は一塁手へのゴロで凡退、4回の第2打席で無死満塁から左前へ初安打となる2点適時打を放ち、同時に初打点を記録した。4月15日の対西武戦の7回に初盗塁（二盗）を記録し、23日の対千葉ロッテマリーンズ戦では7回の第3打席で初本塁打を放った。しかし、最終的に打率.187、3本塁打、15打点、4盗塁と首脳陣の期待を裏切る結果となり、12月2日に自由契約公示された。

### レッドソックス傘下時代
2017年1月7日にボストン・レッドソックスとマイナー契約を結び、スプリングトレーニングに招待選手として参加することになった。AAA級ポータケット・レッドソックスでプレーしたがメジャー昇格は果たせず、同年限りで退団した。

### 現役引退後
2019年より、スポーツ専門チャンネルであるAT&Tスポーツネット・サウスウエストでアストロズ戦中継の前後に放送される番組で、アナリストを務めている。

## 選手としての特徴
メジャー通算で24盗塁、マイナーリーグ通算では123盗塁を記録しており、2016年の春季キャンプでは20メートル走で一軍野手最速タイムを記録した。

## 詳細情報

### 年度別打撃成績
| 年 度    | 球 団      | 試 合 | 打 席 | 打 数 | 得 点 | 安 打 | 二 塁 打 | 三 塁 打 | 本 塁 打 | 塁 打 | 打 点 | 盗 塁 | 盗 塁 死 | 犠 打 | 犠 飛 | 四 球 | 敬 遠 | 死 球 | 三 振 | 併 殺 打 | 打 率 | 出 塁 率 | 長 打 率 | O P S |
| -------- | ---------- | ----- | ----- | ----- | ----- | ----- | -------- | -------- | -------- | ----- | ----- | ----- | -------- | ----- | ----- | ----- | ----- | ----- | ----- | -------- | ----- | -------- | -------- | ----- |
| 2010     | HOU        | 19    | 32    | 28    | 5     | 5     | 3        | 0        | 0        | 8     | 3     | 1     | 1        | 0     | 0     | 3     | 0     | 0     | 12    | 2        | .179  | .258     | .286     | .544  |
| 2011     | HOU        | 87    | 182   | 164   | 22    | 47    | 14       | 1        | 4        | 75    | 15    | 4     | 2        | 1     | 1     | 15    | 1     | 1     | 40    | 8        | .287  | .348     | .457     | .805  |
| 2012     | HOU        | 146   | 404   | 355   | 39    | 72    | 9        | 2        | 7        | 106   | 28    | 15    | 4        | 0     | 1     | 41    | 1     | 7     | 96    | 6        | .203  | .297     | .299     | .596  |
| 2013     | CHC        | 47    | 155   | 143   | 18    | 39    | 7        | 1        | 6        | 66    | 16    | 2     | 0        | 0     | 1     | 10    | 1     | 1     | 35    | 4        | .273  | .323     | .462     | .784  |
| 2015     | PHI        | 22    | 61    | 58    | 9     | 15    | 3        | 0        | 2        | 24    | 5     | 2     | 0        | 0     | 0     | 3     | 0     | 0     | 21    | 1        | .259  | .295     | .414     | .709  |
| 2016     | オリックス | 60    | 193   | 171   | 19    | 32    | 12       | 1        | 3        | 55    | 18    | 3     | 2        | 0     | 0     | 15    | 1     | 7     | 48    | 3        | .187  | .280     | .322     | .601  |
| MLB：5年 | MLB：5年   | 321   | 834   | 748   | 93    | 178   | 36       | 4        | 19       | 279   | 67    | 24    | 7        | 1     | 3     | 72    | 3     | 9     | 204   | 21       | .238  | .311     | .373     | .684  |
| NPB：1年 | NPB：1年   | 60    | 193   | 171   | 19    | 32    | 12       | 1        | 3        | 55    | 18    | 3     | 2        | 0     | 0     | 15    | 1     | 7     | 48    | 3        | .187  | .280     | .322     | .601  |

- 2018年度シーズン終了時

### 年度別投手成績
| 年 度    | 球 団    | 登 板 | 先 発 | 完 投 | 完 封 | 無 四 球 | 勝 利 | 敗 戦 | セ 丨 ブ | ホ 丨 ル ド | 勝 率 | 打 者 | 投 球 回 | 被 安 打 | 被 本 塁 打 | 与 四 球 | 敬 遠 | 与 死 球 | 奪 三 振 | 暴 投 | ボ 丨 ク | 失 点 | 自 責 点 | 防 御 率 | W H I P |
| -------- | -------- | ----- | ----- | ----- | ----- | -------- | ----- | ----- | -------- | ----------- | ----- | ----- | -------- | -------- | ----------- | -------- | ----- | -------- | -------- | ----- | -------- | ----- | -------- | -------- | ------- |
| 2012     | HOU      | 1     | 0     | 0     | 0     | 0        | 0     | 0     | 0        | 0           | ----  | 7     | 1.0      | 3        | 1           | 0        | 0     | 0        | 0        | 0     | 0        | 2     | 2        | 18.00    | 3.00    |
| MLB：1年 | MLB：1年 | 1     | 0     | 0     | 0     | 0        | 0     | 0     | 0        | 0           | ----  | 7     | 1.0      | 3        | 1           | 0        | 0     | 0        | 0        | 0     | 0        | 2     | 2        | 18.00    | 3.00    |

- 2018年度シーズン終了時

### 記録
NPB
- 初出場・初先発出場：2016年3月25日、対埼玉西武ライオンズ1回戦（西武プリンスドーム）、5番・中堅手で先発出場
- 初打席：同上、2回表に菊池雄星から一塁ゴロ
- 初安打・初打点：同上、4回表に菊池雄星から左前適時安打
- 初盗塁：2016年4月15日、対埼玉西武ライオンズ4回戦（京セラドーム大阪）、7回裏に二盗（投手：C.C.リー、 捕手：上本達之）
- 初本塁打：2016年4月23日、対千葉ロッテマリーンズ4回戦（QVCマリンフィールド）、7回表に涌井秀章から右越ソロ

### 背番号
- 19 （2010年 - 2012年）
- 47 （2013年）
- 17 （2015年）
- 29 （2016年）

### 代表歴
- 2015年パンアメリカン競技大会男子野球アメリカ合衆国代表